# Pitó d'Enos
Pitó d'Enos (grec antic: Πύθων Αἴνιος, llatí: Python) fou un filòsof peripatètic grec nadiu d'Enos, a Tràcia.
Més que per la seva filosofia es va destacar per ser la persona, que juntament amb el seu germà Heraclides, va matar el rei dels odrisis Cotis I el 358 aC, en revenja per alguna cosa que el rei havia fet al seu pare. Els dos assassins van rebre d'Atenes la ciutadania atenenca i corones d'or. Segons Plutarc els dos germans havien estat deixebles de Plató.